# 小林里穂
小林 里穂（こばやし りほ、1972年4月7日 - ）は、日本のAV女優。
東京都出身。身長156cm、スリーサイズはB80、55、H84。

## 経歴
デビュー作は『ハイスクール乙女熟』。
AVアイドル的な売り出し方だったので活動初期はソフトな作品が多い。
AV活動後期には緊縛等のSM系の作品にも出演している。
AVを引退してからは長くストリップの踊り子として活躍していた。
2008年3月に『復活!!初セル初本番!! 小林里穂』(MOODYZ)でAVに16年ぶりに復帰。

## 作品

### アダルトビデオ(デビュー～一度目の引退まで)
1990年
- ハイスクール乙女熟（VIP 8D-001）※デビュー作
- 桃のSEX（アリスJAPAN）
- 失神するほどブチ込んで（アリーナ CS-176）
- スキャンダラスな感触　マドンナに接吻･･･（シェール）

1991年
- 砂漠の嵐（5月28日、アリーナ HRC-80）
- 調教ラブ・ストーリー（SAMM ASV-021）
- 淫度華麗 （新東宝）
- 新奴隷花3 小林里穂 栗原早記（シネマジック）
- ボンデージハンター 小林理穂（シネマジック）
- 採集された乙女たち（シネマジック CN-08）
- ハードレズ宣言 2 小林里穂・姫ゆり・辻真亜子（シネマジック PA-059）
- 淑女館 5 小林里穂・穂高奈奈・吉川りりあ（宇宙企画 M-33）
- 倒錯ノイローゼ（クリスタル映像 SR-22）
- ボディコン誘拐物語 第1夜（アールエヌ TN-001）

### アダルトビデオ(復帰後)
2008年
- 復活!!初セル初本番!! 小林里穂（3月1日、MOODYZ）
- VIXEN -女狐- Vol.003 小林里穂（5月1日、アニマリージョ）
- 義父に犯されて… 美嫁いぢり 小林里穂（6月7日、マドンナ）
- 義母 里穂 小林里穂（7月1日、溜池ゴロー）
- 昼下がりの淫ら妻 29（10月18日、クリスタル映像）他出演:桂菜々子、黒谷彩乃、佐藤美紀 ほか 全5名
- 近親相姦 Vol.8 爆乳ママと美尻母の息子交換「お互いのムスコを交換しない?」（11月20日、グローリークエスト）…共演:中森玲子
- 「路線バスで美淑女の尻に勃起チ○ポを擦りつけたらヤられるか？FINAL～発情しすぎてディープスロートした美熟女たち～」（11月20日、DANDY）全5名
- 人妻が熟れて我慢できない午後3時 24（11月22日、クリスタル映像）他出演:伊沢涼子、君嶋かほり、小泉静香、酒井まり 全5名
- 美熟女 悩殺Body 4（12月20日、クリスタル映像）他出演:富永ひろ美、芹沢舞、吉岡奈々子  ほか 全6名

2009年
- 美熟女イカセ痙攣3時間（1月1日、アニマリージョ）他出演:大野梨華、綾瀬みさ、北原夏美、藤咲凛子、富永ひろ美、君嶋かほり、愛乃彩音、堀口奈津美、若林美保、竹内翔子 全11名
- 人妻デリバリー 14（1月31日、クリスタル映像）他出演:坂口美央、神咲なお、夏木響子、吉岡奈々子、押尾碧 全6名
- Domestic Violence 家庭内暴力 2（3月27日、ビッグモーカル）他出演:生田沙織、矢田真由美 全3名
- 熟女狩り 10（5月15日、クリスタル映像）全6名
- 初撮り人妻中出しドキュメント 小林里穂・百合 小林里穂 沢井百合（6月15日、素人熟女愛好会）
- 親友の母親を親友の目の前で中出し交尾 第五巻 小林里穂 山口つばさ（7月15日、スターパラダイス）
- 中出し人妻暴行 ホントは刺激が欲しかったんだろ！！（8月25日、ビッグモーカル）全4名
- BEST JEANIST MADAM 三丁目最強の尻肉デニム 小林里穂（9月3日、タカラ映像）
- 非日常的悶絶遊戯 110 小林里穂（9月13日、AVS）
- 人妻 Delivery 01 りほ 小林里穂（10月2日、グレイズ）
- 蒸れる熟女の甘い誘い 小林里穂（10月8日、タカラ映像）
- 人妻倶楽部 美尻 小林里穂（11月6日、実録出版）
- 乱れる人妻 小林里穂（11月16日、なでしこ）
- 欲求不満人妻紹介 17～20（11月20日、グレイズ）全4名
- 世界で一番卑猥な接吻 4（11月25日、ながえスタイル）全4名

2010年
- 近親相姦 息子に迫る美尻母 小林里穂（1月7日、センタービレッジ）
- 義母相姦 狙われた母の肉体 小林里穂（1月19日、VENUS）
- 不倫淫乱妻 2 杉本蘭 小林里穂（1月25日、ながえスタイル）
- 不倫妻の淫らな願望 ～もう一人の私～ 草凪純 小林里穂（2月18日、ながえスタイル）
- 淫熟尻 小林里穂（2月19日、なでしこ）
- 近親相姦 豊満な肉体で息子を弄ぶ淫乱母たち（7月1日、センタービレッジ）全10名
- 親友の母親を親友の目の前で中出し交尾SP 2（7月20日、スターパラダイス）全5名
- 熟ドライブ 04 小林里穂（9月22日、プレステージ）
- 熟女ヒロイン最臭地獄 小林里穂（10月22日、GIGA）
- 欲求大噴火！！ 肉食妻の男喰い（11月25日、Fプロジェクト）全3名
- 熟れ女のだらしない下半身 ごめん、我慢できずにやっちゃった。（11月25日、Fプロジェクト）全3名
- 非日常的悶絶遊戯 133 小林里穂（12月13日、AVS）
- 乱れた人妻たち 第2章（12月24日、なでしこ）全7名

2011年
- 中出し近親相姦 母子恥辱交尾 小林里穂（4月19日、VENUS）

2012年
- 極ピタスーツのむっちりパンスト熟女（4月25日、AVS）全6名
- ひとづま 濃厚エロドラマSELECT 淫乱肉欲妻×熟れ女のだらしない下半身 友田真希 小林里穂（10月25日、シネマ）全6名

2013年
- 人妻の隠された淫らな日々 今は愛よりもセックスが欲しい（4月25日、シネマ）全3名
- 月刊 熟女秘宝館 愛欲の渦にまみれる濡れ紫陽花（6月20日、ネクストイレブン）全8名
- 中年男の夢がいっぱい！ 欲求不満な美熟女祭り 2（11月25日、シネマ）全5名

2016年
- あなたの奥さんもそうかもしれない・・ 不倫淫乱妻（12月13日、ながえスタイル）全8名

2017年
- 熟母の異常性欲 第二章 禁断の許されざる背徳（12月19日、ルビー）全10名

### アダルトビデオ（編集もの、BESTもの ほか）
1991年
- マドンナメイトスペシャル 特撮版 2（5月25日、二見書房）全14名
- AV TOPギャルズベスト10 2 あぶない贈り物（7月5日、笠倉出版社 AVJ32-45）全10名
- 若奥様は同級生 3 小林里穂 多岐川裕里 楠本みいな 吉川りりあ（7月10日、Five Star FV-8874）全4名
- あぶない制服 VS ランジェリーSPECIAL 25（10月5日、笠倉出版社）全25名
- 肉林王国 2 小林里穂・渡辺小百合・柚木美花穂・聖ゆか・森尾香里奈（BAZOOKA BM-02）
- THE BEST OF 発射スペシャル 10（アリーナ・エンターテインメント CS-195）全10名
- 大洪水の女たち 朝吹聖奈・北原ななせ・小林里穂・向井亜紀子・秋真琴・上村ケイ（ホップビデオ TY-12）
- S＆M COLLECTION '92 ザ・ロープハンティング（シネマジック CN-21）全10名

1992年
- コレクションX スペルマ狂いの天使たち あいだもも 吉川りりあ 原田ひかり 麻吹聖奈 美波愛 楠本みいな 小林里穂 上村けい 水沢明 希志真理子（1月18日、KUKI QX208）全10名
- 100人のマドンナ 2（2月15日、笠倉出版社）全25名
- ボンデージ倶楽部 3 小林里穂・浅井理恵・前川えり（4月1日、二見書房）全3名
- 新ブルマー倶楽部 SPECIAL 五十嵐こずえ・小林里穂・河合美果 他（9月25日、笠倉出版社）全10名

1993年
- リップスクール エッチなんだもん！！ 森下あみい 小林里穂 入江まこ 浅川ともみ 相原さやか 岡本樹里（5月末日、VIP）全6名
- ベスト・オブ・奴隷花 罠にかかった乙女たち（6月4日、シネマジック）全9名
- 浅草ロック座の天使たち on Stage（9月21日、パックインビデオ PIV-191）※浅草ロック座の天使たち「シネマパラダイス」「熱くて妖しい女たち」「まぶしい夏－愛ランド」をアレンジして収録したもの
  - 浅草ロック座の天使たち 熱くて妖しい女たち 北岡錦・沢口梨々子・小林里穂・藤本聖名子 ほか（パックインビデオ PIV-193）43分
- ハイスクールマガジン増刊号 うさぎっこ倶楽部（VIP 10B-001）全12名

1994年
- 口内けいれん 淫らな舌使い お口にいっぱい（3月1日、オー・ケイ出版社）全4名
- スクールハンティング 女子校生の叫び 楠本みいな 児島理乃 小林里穂（AVステーション）全3名

1995年
- 120人の美女 AV秘蔵コレクション Part3（1月6日、笠倉出版社）全30名
- 120人美女館 AV10年史 2（11月11日、笠倉出版社）全30名

1998年
- 雪村春樹絶版コレクション 縄奉仕伝説 3（6月19日、シネマジック CN-259）全8名
- 制服伝説 小沢奈美・小林里穂・森村あすか・木暮千絵 ほか 全15名（メディアバンク MBV-001）

2001年
- 放課後エロス（12月14日、メディアバンク）全9名

2002年
- Villege ear（8月8日、エッチアールシー）※「マドンナに接吻を…」「砂漠の嵐」を収録

2004年
- お転婆な淑女へ 小林里穂（4月23日、大洋図書）

2008年
- Legend Plus 10 小林里穂・赤川絵理・藤崎あやか（2月29日、エー・エス・ジェイ）全3名
- VIXEN -女狐- 女狐のセックスしか見たくない！4時間（10月1日、ANIMALIJO）全6名

2009年
- マダムマニアック欲張りセレクト！！ 人妻温泉＆美熟女 悩殺BODYいいトコどり！！（1月30日、クリスタル映像）全6名
- 義父に犯されて…美嫁いぢり総集編4時間（3月7日、マドンナ）全6名
- 熟女に騎乗位で犯されたい 4時間SP（11月20日、クリスタル映像）多数出演

2010年
- 熟女の祭典 2009 厳選熟女50名（1月22日、クリスタル映像）全50名
- あってはならない親子の絆！ 禁断相姦4時間（2月13日、溜池ゴロー MBYD-091）全12名
- コスプレ100人100着8時間（3月1日、ムーディーズ）全100名
- Domestic Violence 家庭内暴力 BEST 4時間（3月25日、ビッグモーカル）全10名
- 完全美人妻中出し 2枚組8時間（4月2日、グレイズ）全30名
- バックスタイルスパンキング4時間（4月16日、グレイズ）全46名
- S級熟女 巨尻美尻SUPER BEST（7月1日、VENUS）全10名
- あってはならない親子の絆！ 禁断相姦総集編（8月15日、溜池ゴロー 5MBY-091）全11名
- 風俗DX 2枚組8時間 Men'sコンビニSpecial（9月1日、グレイズ）全48名

2011年
- 人妻肉欲大図鑑（1月8日、実録出版）全6名
- GLAY'Z SUPER騎乗位生中出し4時間 2（1月21日、グレイズ）全42名
- 風俗DX 2枚組8時間 Men'sコンビニSpecial 2（2月2日、グレイズ）全42名
- 美人妻の誘惑 2枚組8時間（2月18日、グレイズ）全30名
- 潮吹き大洪水299連発 2枚組8時間 永久保存版（5月20日、グレイズ）全160名
- 小林興業厳選 奥様総集編 5（6月5日、小林興業）全15名
- 人妻専門 4時間 4（6月17日、グレイズ）全25名
- 非日常的クネクネ映像コレクション 2（7月25日、AVS）全21名
- 熟妻乱姦DX 肉棒を喰らう熟れ牝7名の痴態！（8月20日、ネクストイレブン）全7名

2013年
- 非日常的悶絶コレクション 9（2月25日、AVS）全10名
- 非日常的クネクネ映像コレクション 5（8月13日、AVS）全20名

2014年
- 不倫淫乱妻コレクション（6月25日、ながえスタイル）全4名

2020年
- 完全版 世界で一番卑猥な接吻 2枚組8時間（2月24日、ながえスタイル）全22名

### オリジナルビデオ
- 罠に堕ちる人妻（2022年）[2]

## 出版

### 写真集
- ビデオアイドルコレクション30通のラブレター 渡辺由架 小森愛 ほか(1991年1月1日、英知出版) 撮影:木村智哉 全30名
- After-School 美少女38人下着写真集  渡辺由架 小林里穂 小谷尚美 ほか (1991年9月20日、英知出版) 撮影:大川定男 木村智哉 前場輝夫 全38名
- MEMORIES メモリーズ 太田和也作品集 小沢奈美・小林りほ・朝比奈樹里 他 全10名（1994年1月5日、綜合図書）撮影:太田和也
- 小林里穂写真集 絆縛翡翠（2003年12月1日、大洋図書）撮影:太田和也 ISBN 978-4813007920
- 感じる人妻 Vol.3 小林里穂（2010年7月30日、TAO）撮影:太田清隆 - デジタル写真集

### 雑誌
- オレンジ通信 1991年1月号、8月号、11月号（東京三世社）
- Beppin 1991年4月号、9月号（英知出版）
- High-School ベッピン 1991年4月号増刊（英知出版）
- TOP TEN MATE 1991年4月号、8月号、11月号（若生出版）
- ビデオ情報 1991年5月19日薫風増刊号（日本文芸社）
- さくらんぼ通信 No.60 1991年9月号（大洋図書）